# Aloe patersonii
Aloe patersonii är en grästrädsväxtart som beskrevs av Brian Frederick Mathew. Aloe patersonii ingår i släktet Aloe och familjen grästrädsväxter.
Artens utbredningsområde är Kongo-Kinshasa. Inga underarter finns listade i Catalogue of Life.